# Eugene Goossens
Sir Eugene Aynsley Goossens (26 de maig de 1893 a Kentish Town, Londres - Middlesex, (avui Gran Londres), 13 de juny, 1962), director d'orquestra i compositor anglès.
El més gran de cinc fills d'Eugene Goossens (m. 1906), un violinista i director d'òpera de naixement belga, i el seu esposa Annie Elizabeth Mary Agnes, cantant i filla del baix operístic Thomas Aynsley Cook. El seu avi patern, un altre Eugeni, també havia estat violinista i director. El jove Eugene va rebre classes de música a casa abans de ser enviat el 1901 com a intern a l'escola St Francis Xavier de Bruges, Bèlgica; a partir de 1903 va assistir al Muziek-Conservatorium dues vegades per setmana i es va formar en violí i solfeig. Després d'haver-se reunit amb la seva família el 1906 a Liscard, Cheshire, va continuar els seus estudis al "Christian Brothers' Institute" i al "Liverpool College of Music", i el 1907 a Londres amb una beca al Royal College of Music amb el compositor Charles Villiers Stanford i el violinista Achille Rivarde entre d'altres. Va guanyar la medalla de plata de la Worshipful Company of Musicians i va ser nomenat associat del Royal College of Music. Va desenvolupar una passió particular per les locomotores de vapor i els transatlàntics que va mantenir durant tota la seva vida.

## Carrera
Va ser primer violí a la "Queen's Hall Orchestra" d'Henry Wood de 1911 a 1915 i com a segon violinista membre fundador del Philharmonic Quartet abans de destacar com a director assistent de Thomas Beecham amb una interpretació de l'òpera de Stanford The Critic (1916). L'any 1921 va decidir dedicar-se a la direcció i va fundar la seva pròpia orquestra; amb aquest conjunt va fer una sèrie de discos de gramòfon per al segell Velvet Face d'Edison-Bell. Va donar l'estrena del concert britànic de The Rite of Spring d'Igor Stravinski el 7 de juny de 1921 al "Queen's Hall" amb el compositor present.
Durant gairebé un quart de segle, va acceptar càrrecs a les orquestres dels Estats Units. Per invitació de George Eastman va ser director de l'Orquestra Filharmònica de Rochester des de 1923 fins a 1931. Aquest càrrec també va implicar la docència a l'Eastman School of Music. A finals de la dècada de 1920 va dirigir sovint per a la American Opera Company de Vladimir Rosing, una organització que va sorgir de l'Eastman School. De 1931 a 1946 va succeir a Fritz Reiner com a director de l'Orquestra Simfònica de Cincinnati. En un homenatge a Goossens en la seva marxa a Austràlia, nou compositors nord-americans van col·laborar en Variations on a Theme d'Eugene Goossens, per a orquestra. Els compositors van ser Ernest Bloch, Aaron Copland, Paul Creston, Anis Fuleihan, Roy Harris, Walter Piston, Bernard Rogers, Roger Sessions i Deems Taylor, amb el mateix Goossens escrivint el final.
Goossens va romandre nou anys a Austràlia, del 1947 al 1956. Va dirigir l'Orquestra Simfònica de Sydney i altres grups, i va ser el director del Conservatori de Música Estatal de NSW. Va ocupar aquests càrrecs simultàniament fins al març de 1956, quan es va veure obligat a dimitir després d'un gran escàndol públic, només un any després de ser nomenat cavaller.

## Escàndol
A principis dels anys 50, Goossens va conèixer Rosaleen Norton, l'anomenada "Bruixa de Kings Cross". Norton era coneguda com una artista del grotesc i pel seu interès en l'ocultisme i l'eròtica, que Goossens compartia en secret. Van dur a terme una intensa relació, intercanviant una sèrie de cartes apassionades; encara que Goossens va demanar a Norton que els destruís tots, va mantenir un paquet amagat darrere d'un sofà.
A principis de 1956, Goossens va visitar Europa, sense saber que la policia de Sydney ja estava en possessió de les seves cartes a Norton i de les fotografies de les seves activitats ocultes, que havien estat robades del seu pis pel periodista de Sydney Sun Joe Morris, que s'havia infiltrat en el seu suposat "esquelar". Quan Goossens va tornar a Austràlia el 9 de març de 1956, va ser detingut a l'aeroport de Sydney, després d'un avís per informants a Londres; les seves bosses van ser escorcollades pels funcionaris de duanes, que van trobar una gran quantitat del que llavors es considerava material pornogràfic, que incloïa fotografies, gravats, llibres, una bobina de pel·lícula, algunes màscares de goma i barres d'encens.
Tot i que no va ser arrestat ni acusat immediatament, Goossens va acceptar ingènuament assistir a una entrevista policial uns dies després, on es va enfrontar amb fotografies de les "cerimònies" de Norton i les seves cartes. Davant l'evidència de la seva aventura amb Norton, que el va deixar obert a l'acusació greu de "conducta escandalosa", Goossens es va veure obligat a declarar-se culpable dels càrrecs de pornografia. Va pagar una multa de 100 lliures; més significativament, l'escàndol va arruïnar la seva reputació i el va obligar a dimitir dels seus càrrecs. Va tornar a Anglaterra en desgràcia.
L'escàndol va ser la base d'una novel·la, Pagan (1990), d'Inez Baranay; també va inspirar una obra de teatre, The Devil is a Woman, de Louis Nowra, i una òpera, Eugene & Roie, de Drew Crawford. L'escàndol està documentat a la pel·lícula The Fall of the House, dirigida per Geoff Burton.

## Matrimonis i fills
Es va casar tres vegades: amb Dorothy Millar del 1919 al 1928 (amb qui va tenir tres filles), amb la pianista Janet Lewis del 1930 al 1944 (dues filles, Sidonie nascuda el 1932 i Renee nascuda el 1940), i amb Marjorie Foulkrod de 1946 a 1962 (sense fills). La seva filla Renee va publicar una autobiografia l'any 2003, on va assenyalar que la seva mare deia que el seu pare biològic era un violinista suec. Al final de la seva vida, ell i la seva dona van viure separats i, en canvi, se li va unir una jove pianista d'Adelaida, Pamela Main.
Nota
El baríton belga Albert Goossens, que amb la seva dona Alice Goossens-Viceroy, soprano de l'Orquestra Estatal de Nova Gal·les del Sud, formava part del professorat del Conservatori de Sydney, no tenia parentesco. La seva filla Renee Goossens, soprano i professora al Conservatori de Sydney i al Conservatori de Melba, ha estat confosa amb Renée Goossens (nascuda el 1940), filla petita de Sir Eugene Goossens i autora de Belonging: a memoir.

## Mort
El seu antic alumne Richard Bonynge el va visitar al final de la seva vida i el va trobar "absolutament destruït". No obstant això, estava compromès per treballar amb la BBC, i Everest Records va demanar a Goossens que fes algunes gravacions estèreo. Per a l'Everest va completar un enregistrament potent del Feste Romane de Respighi just abans de la seva mort i es va publicar com a única selecció del LP. Entre els seus altres enregistraments a l'Everest incloïen la Xekherazada de Rimski-Kórsakov, les Danses simfòniques de Rakhmàninov, la Simfonia de Manfred de Txaikovski i la Simfonia fantàstica d'Hector Berlioz.
Va morir de febre reumàtica i una úlcera gàstrica hemorràgica el 13 de juny de 1962 a l'Hospital Hillingdon de Middlesex. Va ser enterrat al cementiri de St Pancras i Islington. Va deixar la seva propietat, inclosos els drets d'autor i els drets d'autor "a la meva fidel companya i ajudant, la senyoreta Pamela Main".

## Música i llegat
Entre les seves obres com a compositor hi ha dues simfonies (1940, 1945), dos concerts "Phantasy" (un per a piano i un per a violí) ambdós composts a la dècada de 1940, dos quartets de corda (1918, 1942), dues sonates per a violí. (1918 i 1930) i un Concertino per a octet de corda (1928) que es va fer força popular i que més tard va ser reeditat per a orquestra de corda. El Concert per a oboè (1927), va ser escrit per al seu germà, Léon Goossens. Va escriure dues òperes, ambdues amb llibret d'Arnold Bennett, que Banfield creu que es troben entre els seus principals èxits: Judith (1929) i Don Juan de Manara (1935). Aquesta última va ser emèsa per la BBC l'11 d'abril de 1959 amb Monica Sinclair, Marie Collier, Helen Watts, Marion Lowe, Bruce Boyce, Robert Thomas i Andrei McPherson. L'actuació va ser dirigida pel mateix Goossens. I entre 1949 i 1954 va escriure un oratori a gran escala, L'Apocalipsi, després de la Revelació de Sant Joan.
El 1942 Goossens va escriure a diversos compositors, inclòs Aaron Copland, per demanar fanfarries patriòtiques com a "contribucions commovedores i significatives a l'esforç de guerra..." Copland va respondre a la petició amb la seva famosa Fanfàrria per a l'home comú. Divuit fanfarries van ser escrites pels diferents compositors i interpretades durant la temporada 1942/43 de l'Orquestra Simfònica de Cincinnati.
- A Fanfare for Airmen, composta per Bernard Wagenaar, interpretada el 9 d'octubre de 1942
- A Fanfare for Russia, composta per Deems Taylor, interpretada el 16 d'octubre de 1942
- A Fanfare for the Fighting French, composta per Walter Piston, interpretada el 23 d'octubre de 1942
- Una fanfarria a les forces dels nostres aliats llatinoamericans, composta per Henry Cowell, interpretada el 30 d'octubre de 1942
- A Fanfare for Friends, composta per Daniel Gregory Mason, interpretada el 6 de novembre de 1942
- A Fanfare for Paracaigudistes, composta per Paul Creston, interpretada el 27 de novembre de 1942
- Fanfare de la Liberté, composta per Darius Milhaud, interpretada l'11 de desembre de 1942
- A Fanfare for American Heroes, composta per William Grant Still, interpretada el 18 de desembre de 1942
- Fanfàrria per a França, composta per Virgil Thomson, interpretada el 15 de gener de 1943
- Fanfare for Freedom, composta per Morton Gould, interpretada el 22 de gener de 1943
- Fanfare for Airmen, composta per Leo Sowerby, interpretada el 29 de gener de 1943
- Fanfàrria per a Polònia, composta per Harl McDonald, interpretada el 5 de febrer de 1943
- Fanfare for Commandos, composta per Bernard Rogers, interpretada el 20 de febrer de 1943
- Fanfàrria per al cos mèdic, composta per Anis Fuleihan, interpretada el 26 de febrer de 1943
- Fanfàrria per al soldat americà, composta per Felix Borowski, es va interpretar el 5 de març de 1943
- Fanfare for the Common Man, composta per Aaron Copland, interpretada el 12 de març de 1943
- Fanfare for the Signal Corps, composta per Howard Hanson, interpretada el 2 d'abril de 1943
- Fanfàrria per a la Marina Mercant, composta per Eugene Goossens, interpretada el 16 d'abril de 1943.[15]

El 1941 va fer el primer enregistrament nord-americà de la Simfonia núm. 2 de Txaikovski, amb l'Orquestra Simfònica de Cincinnati. L'enregistrament de Goossens ignorava els talls que eren populars entre els directors d'orquestra en aquell moment. Aquell mateix any, també amb la Cincinnati Symphony, enregistrà A London Symphony'' de Vaughan Williams, en la seva edició de 1920, i també la versió original del Concert per a violí de Walton, amb Jascha Heifetz com a solista.
Després del seu retorn a Anglaterra, Beecham es va acostar a Goossens per organitzar una versió moderna de l'orquestra simfònica d'El Messies de Händel per commemorar el bicentenari de la mort del compositor el 1959. Goossens va augmentar l'orquestració original amb parts per a quatre trompes, tres trombons, tuba, piccolo, contrafagot, dues arpes, triangle, plats i bombo. De manera memorable, va afegir xocs de plats a la segona repetició de "Wonderful, Counsellor" al cor "For Unto Us A Child is Born", i va introduir un accelerando al clímax de l'Hallelujah Chorus. Beecham va gravar la peça poc després amb la Royal Philharmonic Orchestra, i la versió de Goossens es va convertir en sinònim del director (però molt menys amb el seu orquestrador). A causa de les disputes sobre l'obra de qui era l'orquestració, i el fet que el manuscrit estava en poder de la finca de Beecham, malgrat que fos reclamat per la propietat de Goossens, no es va interpretar durant més de 40 anys. Es va quedar sense gravar encara més, fins que el 2020 va aparèixer un nou enregistrament, de nou amb la RPO, sota Jonathan Griffith.
Per a Kapp Records, va gravar una versió bilingüe de Pere i el llop el 1959, amb l'actor José Ferrer narrant la història tant en anglès com en castellà. La música va ser interpretada per l'Orquestra de l'Òpera Estatal de Viena. L'actuació es va publicar més tard en CD per MCA Records.
A Goossens se li atribueix gran part del lobby al govern de NSW per construir un local d'actuació musical, un procés que va portar a la construcció de l'Òpera de Sydney. Després d'haver acceptat tirar endavant el projecte, el primer ministre de Nova Gal·les del Sud, Joseph Cahill, havia volgut que estigués a l'estació de tren de Wynyard, al nord-oest del CBD, o a prop, però Goossens va insistir que es construís a Bennelong Point amb vistes al port de Sydney. El lloc de Bennelong Point es va confirmar l'any 1957, després d'haver abandonat Austràlia.
Se'l commemora a l'Eugene Goossens Hall, una petita instal·lació de concerts i gravació que forma part del complex de radiodifusió de l'Australian Broadcasting Corporation a Harris Street, Ultimo, a Sydney.

## Discografia
Un llistat lluny de ser complet:
- George Antheil: Simfonia núm. 4 i Alberto Ginastera: Estancia suite de ballet, London Symphony Orchestra, LP estèreo Everest SDBR 3013 (1958)
- Antheil: Simfonia núm. 4 (i Aaron Copland: Declaracions per a l'orquestra, Aaron Copland direcció, Orquestra Simfònica de Londres), reedició del CD Omega/Everest de 1958 LP: EVC 9039 (1996)
- John Antill: Corroboree suite de ballet, Sydney Symphony Orchestra, HMVED1193-4/2A A206-9 (1950), reeditat a Dutton CD CDBP 9779 (2007)
- Antill: suite de ballet Corroboree i Alberto Ginastera: suite de ballet Panambi, London Symphony Orchestra, Sir Eugene Goosens, director, Everest stereo LP, SDBR 3003
- Antill: suite de ballet Corroboree i Alberto Ginastera: suite de ballet Panambi, suite de ballet Estancia, Heitor Villa-Lobos: El Trenet de la Caipira, Orquestra Simfònica de Londres, reedició del CD d'Omega/Everest dels LPs Everest de 1958–59: EVC 9007 (1994)
- Arnold Bax: Tintagel, New Symphony Orchestra of London, HMV C1619-20, CR2017-19, (1928), reeditat en CD Dutton CDBP 9779 (2007)
- Bax: Mediterranean, Nova Orquestra Simfònica de Londres, HMV C1620 CR2025, (1928), reeditat al CD Dutton CDBP 9779 (2007)
- Bax: Symphony No. 2, BBC Symphony Orchestra, emissió en directe, 2 de novembre de 1956, Dutton CD CDBP 9779 (2007)
- Hector Berlioz: Symphonie fantastique, Orquestra Simfònica de Londres, LP estèreo Everest (1959) SDBR 3037; reeditat com Vanguard/Everest CD EVC 9017, (1995).
- Eugene Goossens: Four Conceits, Op.20 (~1917–1918), Goossens's Orchestra, cond. Eugene Goossens. Edison Bell 'Velvet-Face' 1042 (10" (25 cm) 78 rpm), màsters 7325, 7326. Publicat circa el setembre de 1922.
- Goossens: Tam O'Shanter, op. 17a (1917), Royal Albert Hall Orquestra, HMV D694 Cc1777 (1922), reeditat al CD Dutton CDBP 9779 (2007)
- Edvard Grieg: Peer Gynt Suite núm. 1, London Philharmonic Orchestra, la veu/Electrola del seu mestre
- Paul Hindemith: Concert per a violí, Joseph Fuchs violí, Orquestra Simfònica de Londres, (amb Hindemith: Simfònica en mi bemoll, Sir Adrian Boult dirigint l'Orquestra Filharmònica de Londres), CD Omega/Everest reedició dels LPs Everest 1958–59: EVC 9009 (1994).
- Felix Mendelssohn: Simfonia núm. 3 Escocesa, Orquestra Simfònica de la BBC, la veu del seu mestre BLP 1045
- Mendelssohn: Simfonies núm. 4 italiana i 5 Reforma, London Philharmonic Orchestra, Saga XID 5056
- Wolfgang Amadeus Mozart: Concert per a violí núm. 3 i Paul Hindemith: Concert per a violí (enregistrament d'estrena mundial), Joseph Fuchs, violí, Orquestra Simfònica de Londres, LP estèreo Everest SDBR 3040 (1959)
- Modest Mussorgsky, orch. Maurice Ravel: Fotos d'una exposició, Royal Philharmonic Orchestra, Pickwick SPC 4031
- Ottorino Respighi: Feste Romane i Sergei Rachmaninoff: Symphonic Dances, London Symphony Orchestra, Everest stereo LP SDBR 3004, (1958)
- Respighi: Feste Romane (amb Respighi: Pini di Roma i Fontane di Roma dirigit per Sir Malcolm Sargent), London Symphony Orchestra, Vanguard/Everest CD reedició EVC 9018 (1995)
- Nikolai Rimsky-Korsakov: Scheherazade, London Symphony Orchestra, World Record Club TP148
- Franz Schubert, Simfonia en si menor (inacabada), Royal Opera House Orquestra, la veu/Electrola del seu mestre (1925)
- Igor Stravinski: Petrouchka, Orquestra Simfònica de Londres, LP estèreo Everest SDBR 3033 (1959)
- Stravinski: Symphony in Three Movements, Orquestra Simfònica de Londres, (i Stravinsky Concert de Ebony amb Woody Herman orquestra) LP estèreo Everest SDBR 3009 (1958)
- Stravinski: Le Sacre du Printemps, London Symphony Orchestra, LP estèreo Everest SDBR 3047 (1960)
- Stravinski: Petrouchka, Symphony in Three Movements, London Symphony Orchestra, Vanguard/Everest CD reedició dels LPs Everest 1958: EVC 9042, (1996) .
- Stravinski: Petrouchka, Symphony in Three Movements, London Symphony Orchestra (i Stravinsky: Ebony Concerto amb Woody Herman orquestra), Philips CD reedició dels LPs Everest 1958: Philips 422 303-2, (1989).
- Stravinski: Le Sacre du Printemps i Sergei Rachmaninoff: Symphonic Dances, London Symphony Orchestra, Vanguard /Reedició de CD Everest dels LPs de 1960 i 1958: EVC 9002 (1994).
- Stravinski: Le Sacre du Printemps i Petrouchka, Orquestra Simfònica de Londres. Bescol/Compact Classics CD reiss